# SPQR

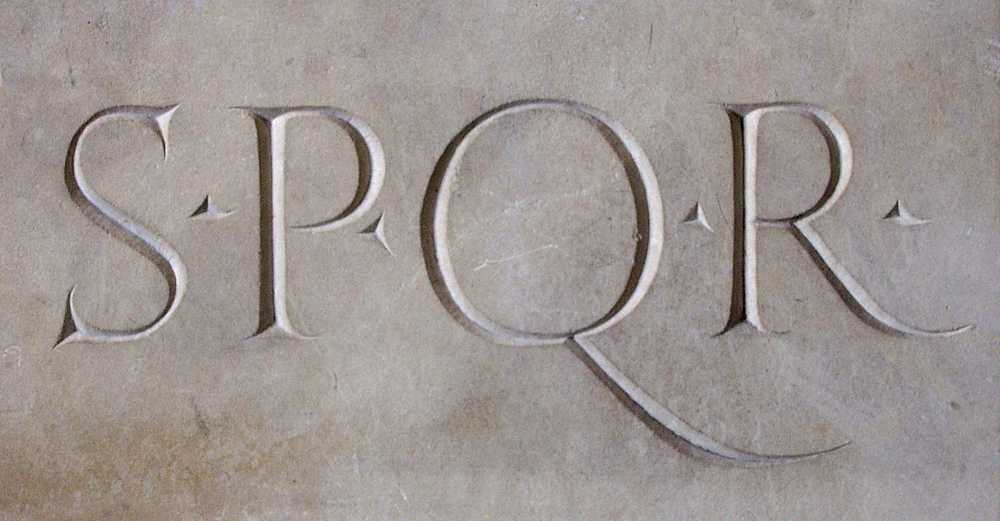
SPQR

SPQR sau în Roma Antică scris și S • P • Q • R • , adeseori în timpuri moderne, S.P.Q.R. sau S. P. Q. R., este un acronim pentru expresia din limba latină, Senatus Populusque Romanus („Senatul și poporul roman”), referindu-se la guvernul Republicii Romane și fiind folosit ca semnătură oficială guvernamentală. 

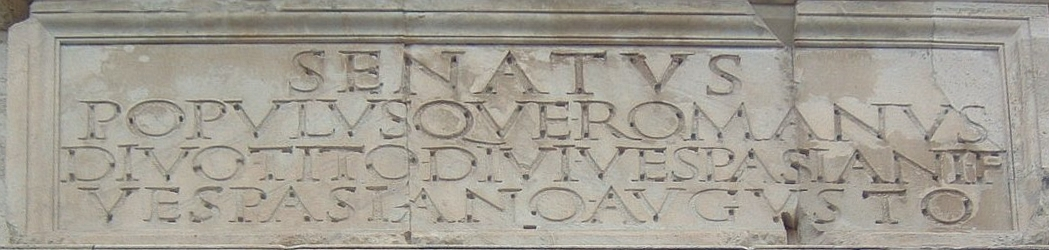
Inscripția completă, Senatus Populusque Romanus, de pe Arcul lui Titus.

Acronimul apărea pe monedele republicii, la sfârșitul documentelor publice gravate în metal sau sculptate în piatră, pe monumente și opere publice, fiind ulterior parte a stindardelor de luptă ale legiunilor romane. Formularea apare frecvent în literatura politică, legală și istorică, incluzând cuvântările lui Marcus Tullius Cicero și istoria Romei a lui Titus Livius, Ab urbe condita. Din moment ce semnificația și înțelesul cuvintelor nu s-a schimbat în timp, cu excepții relativ minore legate de ortografiere și inflexiune, dicționarele limbii latine clasifică expresia ca o „formulă” tipică a dreptului roman. 
În timpurile moderne SPQR apare pe stema orașului Roma, ca și pe multe din clădirile publice ale capitalei Italiei. Dictatorul Benito Mussolini a utilizat acronimul în propaganda sa referitoare la „Noul Imperiu Roman”.